# Боровуха (Білорусь)
Борову́ха (біл. Баравуха) — селище міського типу в Вітебській області Білорусі, підпорядковане Новополоцькій міськраді.
Населення селища становить 5,6 тис. осіб (2006).
22 лютого 2019 року указом №73 Президента Республіки Білорусь Боровуха включена до складу міської межі Новополоцька